# لعنت (آلبوم کندریک لمار)
لعنت (انگلیسی: Damn؛ به‌صورت نوشتاری DAMN.) چهارمین آلبوم استودیویی رپر آمریکایی کندریک لمار است که در ۱۴ آوریل ۲۰۱۷ از طریق تاپ داگ اینترتیمنت، افترمث انترتینمنت و اینترسکوپ رکوردز منتشر شد. لمار هنرمندان و تهیه‌کنندگان متعددی را گرد هم آورد تا آلبوم را تهیه کنند. در این آلبوم، خوانندهٔ باربادوسی ریانا و گروه راک ایرلندی یوتو حضور داشته‌اند.
لعنت، آلبومی در ژانر هیپ هاپ آگاهانه است که لمار این ژانر را در آلبوم استودیویی قبلی خود، جاکشی پروانه (۲۰۱۵) گنجانده بود. این آلبوم همچنین شامل عناصر ترپ، آراندبی معاصر و پاپ است. پیش از انتشار آلبوم، لمار تک‌آهنگی تبلیغاتی به‌نام «قلب بخش ۴» منتشر کرد. در ماه‌های بعدی، لمار سه تک‌آهنگ از آلبوم منتشر کرد: «فروتن» در مارس ۲۰۱۷، «وفاداری» در ژوئن ۲۰۱۷ و «عشق» در اکتبر ۲۰۱۷ منتشر شد. «فروتن» نخستین ترانهٔ نامبروان لمار در بیلبورد هات ۱۰۰ ایالات متحده به‌عنوان هنرمند اصلی بود.
لعنت مورد تحسین گسترده منتقدان قرار گرفت و بسیاری این آلبوم را یکی از بهترین آلبوم‌های ۲۰۱۷ و دهه معرفی کردند. در مراسم گرمی، این آلبوم برندۀ جایزۀ بهترین آلبوم رپ شد. این آلبوم با فروش ۶۰۳٫۰۰۰ نسخه، در هفتهٔ نخست انتشار به صدر جدول بیلبورد ۲۰۰ ایالات متحده رسید. همچنین در صدر جدول کانادا قرار گرفت و در استرالیا، بلژیک، دانمارک، ایرلند، هلند، نروژ، سوئد و بریتانیا به رتبه دوم رسید. از آن زمان این آلبوم از طرف انجمن صنعت ضبط موسیقی ایالات متحده آمریکا، گواهی‌نامهٔ پلاتین سه‌گانه کسب کرده‌است و آلبوم نامبروان پایان سال بیلبورد در ۲۰۱۷ نام گرفت. در سال ۲۰۲۰، نام این آلبوم در فهرست به‌روزشدهٔ مجلهٔ رولینگ استون از ۵۰۰ آلبوم برتر تمام دوران، در رتبه ۱۷۵ قرار گرفت.

## جوایز
| سال  | سازمان                     | جایزه                                | نتیجه    | م.     |
| ---- | -------------------------- | ------------------------------------ | -------- | ------ |
| ۲۰۱۷ | جوایز هیپ هاپ بت           | آلبوم سال                            | برنده    | [ ۱ ]  |
| ۲۰۱۷ | جوایز موسیقی دانمارک       | آلبوم بین‌المللی سال                  | برنده    | [ ۲ ]  |
| ۲۰۱۷ | جوایز موسیقی آمریکایی      | آلبوم مورد علاقه رپ/هیپ هاپ          | برنده    | [ ۳ ]  |
| ۲۰۱۷ | جوایز کیو                  | بهترین آلبوم                         | نامزدشده | [ ۴ ]  |
| ۲۰۱۸ | جوایز عکس ان‌اِی‌اِی‌سی‌پی       | آلبوم ممتاز                          | برنده    | [ ۵ ]  |
| ۲۰۱۸ | جوایز گرمی                 | آلبوم سال                            | نامزدشده | [ ۶ ]  |
| ۲۰۱۸ | جوایز گرمی                 | بهترین آلبوم رپ                      | برنده    | [ ۶ ]  |
| ۲۰۱۸ | جوایز فونوگرام             | بهترین آلبوم خارجی رپ یا هیپ هاپ سال | برنده    | [ ۷ ]  |
| ۲۰۱۸ | جوایز موسیقی آی هارت رادیو | آلبوم هیپ هاپ سال                    | برنده    | [ ۸ ]  |
| ۲۰۱۸ | جوایز جونو                 | بهترین آلبوم بین‌المللی               | برنده    | [ ۹ ]  |
| ۲۰۱۸ | جوایز پولیتزر              | جایزه پولیتزر در بخش موسیقی          | برنده    | [ ۱۰ ] |

## فهرست آهنگ‌ها
| شماره      | نام                                  | نویسنده(ها)                                                                            | تهیه کننده(ها)                                               | مدت   |
| ---------- | ------------------------------------ | -------------------------------------------------------------------------------------- | ------------------------------------------------------------ | ----- |
| ۱.         | «Blood (خون)»                        | داکورث Daniel Tannenbaum Anthony Tiffith                                               | بکون تاپ داگ                                                 | ۱:۵۸  |
| ۲.         | «DNA (دی‌ان‌ای)»                       | داکورث مایک ویل مید ایت                                                                | مایک ویل مید ایت                                             | ۳:۰۵  |
| ۳.         | «Yah (یاه)»                          | داکورث مارک اسپیرز دی‌جی داهی Dacoury Natche]] Tiffith                                  | سان‌وِیو دی‌جی داهی تاپ داگ بکون [الف]                          | ۲:۴۰  |
| ۴.         | «Element (اصل)»                      | داکورث اسپیرز جیمز بلیک ریکی ریِرا                                                      | سان‌وِیو بلیک ریِرا تاعی بیست [الف] بکون [الف]                  | ۳:۲۸  |
| ۵.         | «Feel (حس)»                          | داکورث اسپیرز                                                                          | سان‌وِیو                                                       | ۳:۳۴  |
| ۶.         | «Loyalty (وفاداری)» (به همراه ریانا) | داکورث Natche اسپیرز Terrace Martin Tiffith                                            | دی‌جی داهی سان‌وِیو Martin تاپ داگ کوک هارل [پ]                 | ۳:۴۷  |
| ۷.         | «Pride (غرور)»                       | داکورث Steve Lacy Anna Wise Tiffith                                                    | Lacy تاپ داگ بکون [الف]                                      | ۴:۳۵  |
| ۸.         | «Humble (فروتن)»                     | داکورث Williams II Asheton Hogan                                                       | مایک ویل مید ایت پلاسس [ب]                                   | ۲:۵۷  |
| ۹.         | «Lust (شهوت)»                        | داکورث Natche اسپیرز بدبدنات‌گود بدبدنات‌گود                                             | دی‌جی داهی سان‌وِیو بدبدنات‌گود                                  | ۵:۰۷  |
| ۱۰.        | «Love (عشق)» (به همراه زاکاری)       | داکورث Zacari Pacaldo Teddy Walton اسپیرز گرگ کرستین Tiffith                           | Walton سان‌وِیو Kurstin تاپ داگ                                | ۳:۳۳  |
| ۱۱.        | «XXX (ایکس‌ایکس‌ایکس)» (به همراه یوتو) | داکورث Williams II Natche اسپیرز Tiffith بونو David Evans آدام کلیتون Larry Mullen Jr. | مایک ویل مید ایت دی‌جی داهی سان‌وِیو تاپ داگ بکون [الف]         | ۴:۱۴  |
| ۱۲.        | «Fear (ترس)»                         | داکورث Daniel Maman                                                                    | د آلکمیست بکون [الف]                                         | ۷:۴۰  |
| ۱۳.        | «God (خدا)»                          | داکورث Riera اسپیرز Natche Tannenbaum Ronald LaTour Tiffith                            | Riera سان‌وِیو دی‌جی داهی بکون کاردو تاپ داگ یانگ اکسکلوسیو [ب] | ۴:۰۸  |
| ۱۴.        | «Duckworth (داکورث)»                 | داکورث پاتریک دنارد                                                                    | پاتریک دنارد بکون [الف]                                      | ۴:۰۸  |
| مجموع مدت: | مجموع مدت:                           | مجموع مدت:                                                                             | مجموع مدت:                                                   | ۵۴:۵۴ |

| نسخه گردآورندگان لعنت | نسخه گردآورندگان لعنت         | نسخه گردآورندگان لعنت                                                       | نسخه گردآورندگان لعنت                                          | نسخه گردآورندگان لعنت |
| شماره                 | نام                           | نویسنده(ها)                                                                 | Producer(s)                                                    | مدت                   |
| --------------------- | ----------------------------- | --------------------------------------------------------------------------- | -------------------------------------------------------------- | --------------------- |
| ۱.                    | «Duckworth»                   | Duckworth Douthit                                                           | 9th Wonder Bēkon [الف]                                         | ۴:۰۸                  |
| ۲.                    | «God»                         | Duckworth Riera Spears Natche Tannenbaum LaTour Tiffith                     | Riera Sounwave DJ Dahi Bēkon Cardo Top Dawg Yung Exclusive [ب] | ۴:۰۸                  |
| ۳.                    | «Fear»                        | Duckworth Maman                                                             | The Alchemist Bēkon [الف]                                      | ۷:۴۰                  |
| ۴.                    | «XXX» (featuring U2)          | Duckworth Williams II Natche Spears Tiffith Hewson Evans Clayton Mullen Jr. | Mike Will Made It DJ Dahi Sounwave Top Dawg Bēkon [الف]        | ۴:۱۴                  |
| ۵.                    | «Love» (featuring Zacari)     | Duckworth Pacaldo Walton Spears Kurstin Tiffith                             | Walton Sounwave Kurstin Top Dawg                               | ۳:۳۳                  |
| ۶.                    | «Lust»                        | Duckworth Natche Spears Hansen Sowinski Tavares Whitty                      | DJ Dahi Sounwave BadBadNotGood                                 | ۵:۰۷                  |
| ۷.                    | «Humble»                      | Duckworth Williams II Hogan                                                 | Mike Will Made It Pluss [ب]                                    | ۲:۵۷                  |
| ۸.                    | «Pride»                       | Duckworth Lacy Wise Tiffith                                                 | Lacy Top Dawg Bēkon [الف]                                      | ۴:۳۵                  |
| ۹.                    | «Loyalty» (featuring Rihanna) | Duckworth Natche Spears Martin Tiffith                                      | DJ Dahi Sounwave Martin Top Dawg Harrell [پ]                   | ۳:۴۷                  |
| ۱۰.                   | «Feel»                        | Duckworth Spears                                                            | Sounwave                                                       | ۳:۳۴                  |
| ۱۱.                   | «Element»                     | Duckworth Spears Blake Riera                                                | Sounwave Blake Riera Tae Beast [الف] Bēkon [الف]               | ۳:۲۸                  |
| ۱۲.                   | «Yah»                         | Duckworth Spears Natche Tiffith                                             | Sounwave DJ Dahi Top Dawg Bēkon [الف]                          | ۲:۴۰                  |
| ۱۳.                   | «DNA»                         | Duckworth Williams II                                                       | Mike Will Made It                                              | ۳:۰۵                  |
| ۱۴.                   | «Blood»                       | Duckworth Tannenbaum Tiffith                                                | Bēkon Top Dawg                                                 | ۱:۵۸                  |
| مجموع مدت:            | مجموع مدت:                    | مجموع مدت:                                                                  | مجموع مدت:                                                     | ۵۴:۵۴                 |

## تاریخ انتشار
| منطقه         | تاریخ                     | Format(s) | برچسب  | Ref. |
| ------------- | ------------------------- | --------- | ------ | ---- |
| در سراسر جهان | ۱۴ آوریل ۲۰۱۷             |           |        |      |
| در سراسر جهان | مارس ۲۱, ۲۰۱۷             | CD        | [ ۱۲ ] |      |
| در سراسر جهان | ۱۴ ژوئیه ۲۰۱۷             | وینیل LP  | [ ۱۳ ] |      |
| در سراسر جهان | ۸ دسامبر ۲۰۱۷ (گردآورنده) |           |        |      |